# Gatunek anholocykliczny
Gatunek anholocykliczny – gatunek o niepełnym cyklu życiowym, bez przemiany pokoleń. Przykładem mogą być gatunki mszyc rozmnażające się wyłącznie partenogenetycznie.